# Movimento Sintático (Teoria Gerativa)
A operação de Movimento (Movement em inglês) foi introduzida por Chomsky dentro do quadro teórico da Teoria Gerativa Transformacional para caracterizar o fenômeno de deslocamento de constituintes durante a derivação de sentenças, como na passiva “João foi beijado ___ (pela Maria)”, na interogativa “Quem a Maria vai beijar ___” entre muitas outras estruturas. Essas sentenças possuem um constituinte no início da sentença que foi deslocado de sua posição de origem (indicado por “__”), mas manteve sua relação temática com o verbo. Atualmente já é amplamente aceito que há Movimento de constituintes em todo tipo de sentença, por isso diversos tipos de movimento e restrições para a operação foram postulados durante os anos. As operações de movimento foram essenciais para o avanço e compreensão de diversos conceitos gramaticais como Papéis Temáticos, distinção de argumentos e adjuntos, seleção de argumentos, entre muitos outros. Em trabalhos posteriores passou a tratar o movimento como uma checagem de traços. 

## Tipos de Movimento
Dentro do quadro da Teoria Gerativa, aluns tipos de movimento foram postulados. Duas distinções importantes são:

### Movimento A versus Movimento A’
O Movimento A trata-se de movimento de argumentos (do verbos) em seu constituinte total para uma posição onde há uma função gramatical específica, como nas passivas:
a. João leu ‘’'o livro.
b. ‘’'O livro’ foi lido ___ (por João). - A-movement 
O Movimento A’ (a-barra também chamado de Movimento não Argumental) é o movimento de um constituinte para uma posição sem função gramatical específica, como por exemplo o movimento de um NP para uma posição pré-verbal nas interrogativas:
a. Você acha que ‘’'o João’ ama a Maria.
b. ‘Quem’ você acha que ___ ama a Maria? - A-bar movement
a. Você acha que o João ama ‘’'a Maria. 
b. ‘Quem’ você acha que o João ama ___? - A-bar movement

### Movimento Frasal versus Movimento Nuclear
Um outro tipo de divisão entre tipos de Movimento se dá entre Movimento frasal (Phrasal Movement) e Movimento nuclear (Head movement).
O Movimento frasal ocorre quando um determinado núcleo move-se com todo seu constituinte e todos os seus “dependentes”, de forma que toda aquela pequena sentença dentro da grande sentença move para outra posição. Já o Movimento Nuclear ocorre quando apenas o núcleo da sentença se move, sem levar consigo os demais elementos “dependentes” da sua estrutura arbórea da derivação, como abaixo nos exemplos de inversão de sujeito-auxiliar nas interrogativas do inglês em que os auxiliares se movem “sozinhos":
a. Someone has read the article.
b. Has someone ___ read the article? - Head movement of the auxiliary verb has
a. She will read the second article.
b. Will she ___ read the second article?  - Head movement of the auxiliary verb will